# 橄榄鱼蛭
橄榄鱼蛭（学名：Piscicola olivacea）为鱼蛭科鱼蛭属的动物。分布于印度以及中国大陆的江苏、黑龙江、湖北、西藏等地，可营寄生生活，平时栖息在水生植物或石块上以及可暂时寄生鲤、鲫鱼等硬骨鱼体上。该物种的模式产地在印度。
种加词olivacea意为“橄榄状的”、“卵圆形的”。